# Fytíes
Fytíes, en grec moderne : Φυτείες, est un village et ancien dème du district régional d’Étolie-Acarnanie, en Grèce-Occidentale. Depuis 2010, il est fusionné au sein du dème de Xirómero.
Selon le recensement de 2011, la population du dème compte 2 154 habitants tandis que celle du village s'élève à 1 210 habitants.